# Tengőd, Somogy
Tengőd  este un sat în districtul Tab, județul Somogy, Ungaria, având o populație de 467 de locuitori (2011). 

## Demografie
Componența etnică a satului Tengőd
     Maghiari (96,34%)
     Romi (2,06%)
     Germani (1,6%)
Componența confesională a satului Tengőd
     Romano-catolici (59,53%)
     Reformați (16,49%)
     Fără religie (7,71%)
     Luterani (1,71%)
     Atei (1,28%)
     Necunoscută (13,28%)
Conform recensământului din 2011, satul Tengőd avea 467 de locuitori. Din punct de vedere etnic, majoritatea locuitorilor (96,34%) erau maghiari, existând și minorități de romi (2,06%) și germani (1,6%).  Din punct de vedere confesional, majoritatea locuitorilor (59,53%) erau romano-catolici, existând și minorități de reformați (16,49%), persoane fără religie (7,71%), luterani (1,71%) și atei (1,28%). Pentru 13,28% din locuitori nu este cunoscută apartenența confesională.